# Śnieżyca cesarska
Śnieżyca cesarska, gęś cesarska (Anser canagicus) – gatunek dużego ptaka z podrodziny gęsi (Anserinae) w rodzinie kaczkowatych (Anatidae), zamieszkujący północno-zachodnią Amerykę Północną oraz północno-wschodnią Azję. Nie jest zagrożony wyginięciem. Nie wyróżnia się podgatunków.

## Zasięg występowania
Gniazduje (od V do VI − VII) na wybrzeżach Morza Beringa − zachodnia Alaska, głównie delta Jukonu oraz na Półwyspie Czukockim i wybrzeżach Zatoki Anadyrskiej. Zimuje na Wyspach Aleuckich, Kamczatce i w południowo-zachodniej Alasce. Ptaki w wieku przedreprodukcyjnym (po raz pierwszy gniazdują w 3. roku życia) lato spędzają na Wyspie Św. Wawrzyńca.

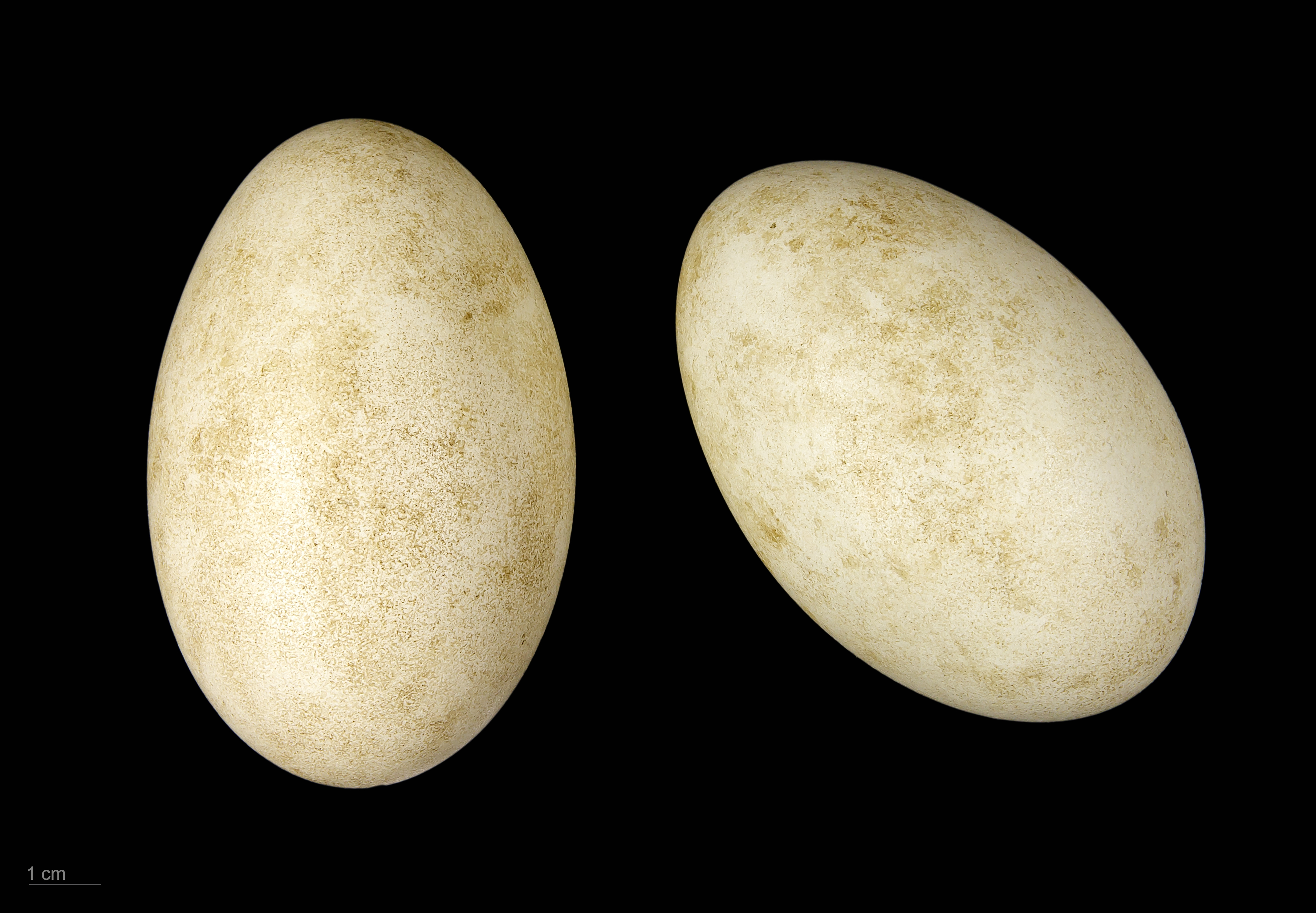
Jaja

## Morfologia
Długość ciała 65–89 cm, rozpiętość skrzydeł ok. 119 cm; masa ciała samic średnio 1926 g, samców średnio 2370 g. Brak dymorfizmu płciowego, upierzenie − biała głowa i kark, reszta ciała szara z czarnym, poprzecznym prążkowaniem, dziób różowy, nogi czerwone. Osobniki młodociane nie posiadają białej barwy na głowie i szyi.

## Tryb życia
BiotopTundra.
GniazdoBlisko wody, w zagłębieniu trawy, wysłane puchem.
JajaO barwie kremowej w liczbie 3 do 8 (zazwyczaj 5).
WysiadywanieJaja wysiadywane są przez okres 24–25 dni. Pisklęta są samodzielne po około 30–47 dniach i są w stanie latać po 50–60 dniach.
PożywienieRośliny wodne z niewielką ilością wodnych bezkręgowców, po sezonie lęgowym trawa i jagody.

## Status
Międzynarodowa Unia Ochrony Przyrody (IUCN) od 2023 roku uznaje śnieżycę cesarską za gatunek najmniejszej troski (LC – Least Concern); wcześniej, od 2000 roku uznawano ją za gatunek bliski zagrożenia (NT – Near Threatened), a od 1988 roku jako gatunek najmniejszej troski (LC – Least Concern). Liczebność światowej populacji w 2001 roku szacowano na ponad 85 tysięcy osobników. Trend liczebności populacji jest rosnący.